# فاکوندو فریرا
فاکوندو فریرا (اسپانیایی: Facundo Ferreyra‎؛ زادهٔ ۱۴ مارس ۱۹۹۱) بازیکن فوتبال اهل آرژانتین است.
از باشگاه‌هایی که در آن بازی کرده‌است می‌توان به بانفیلد، ولز سارسفیلد، شاختار دونتسک، نیوکاسل یونایتد، بنفیکا و اسپانیول اشاره کرد.